# Setodes tilakita
Setodes tilakita är en nattsländeart som beskrevs av Schmid 1987. Setodes tilakita ingår i släktet Setodes och familjen långhornssländor. Inga underarter finns listade i Catalogue of Life.